# Slaget vid Gaixia

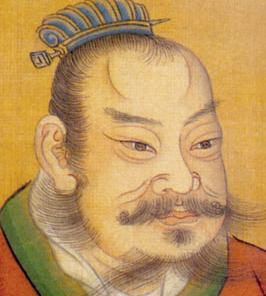
Xiang Yu (målat på Qingdynastin).

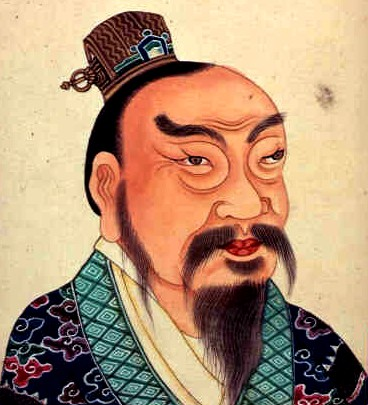
Liu Bang (målat på Qingdynastin).

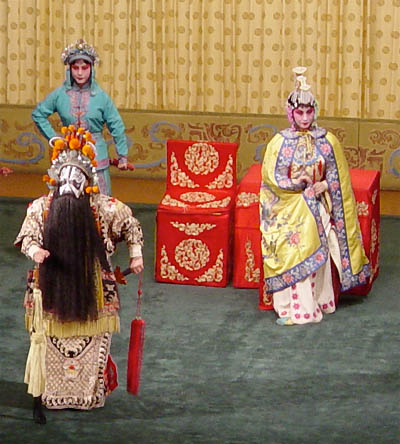
I pekingoperan Farewell My Concubine (霸王别姬) skildras Xiang Yus sista dagar med sin konkubin Yu och Slaget vid Gaixia.

Slaget vid Gaixia (垓下之战; Gāixià zhīzhàn) utkämpades i december 202 f.Kr. i Anhui i Kina. Slaget stod mellan Liu Bang och Xiang Yu om makten över Kina. Liu Bang segrar (efter att Xiang Yu begått självmord) och förklarar sig därefter som kejsar Han Gaozu, och grundade Handynastin (206 f.Kr.–220).

## Bakgrund
Efter att Kinas första kejsare Qin Shi Huangdi avlidit 210 f.Kr föll Qindynastin snabbt samman och splittrades 206 f.Kr till arton kungadömen och staten Västra Chu, som styrdes av Xiang Yu. Riket Han (汉) vid Hanfloden i södra Shaanxi styrdes av Liu Bang som liksom Xiang Yu försökte ta makten över hela Kina. Maktkampen resulterade i ett inbördeskrig (Chu-Han-kriget) mellan Xiang Yu och Liu Bang. Det avgörande slaget stod vid Gaxia.

## Slaget
I början på december 202 f.Kr. möttes Xiang Yus och Liu Bangs trupper vid Gaixia, vid Tuofloden söder om Lingbi i Anhui. Liu Bangs hade 300 000 soldater ledda av general Han Xin. Xiang Yus högt älskade konkubin Yu hade tidigare blivit tillfångatagen av Liu Bangs trupper, och Han Xin använde henne för att locka Xiang Yu i en fälla, och placerade konkubin Yu i kanjonen i Gaixia. Xiang Yu gick med 100 000 soldater mot kanjonen för att rädda konkubin Yu. Yu blev "räddad", men de blev instängda i kanjonen och omringande av fienden. Xiang Yus trupper barrikaderade sig omgiven av vallar, där de belägrades av Liu Bang och Han Xin.
På nätterna under belägringen beordrade Liu Bang och Han Xin sina trupper att sjunga traditionella folksånger från Västra Chu, vilket Xiang Yu och hans soldater hörde. Sångerna fick Xiang Yu att tro att Västra Chu kanske hade fallit till Han. Sångerna påminde också soldaterna om sina hem och familjer, vilket ytterligare demoraliserade dem i det redan svåra läget. Många av Xiang Yus soldater deserterade av hemlängtan, vilket Xiang Yu efter påtryckningar från konkubin Yu accepterade. Under belägringen påstås Xiang Yu och konkubin Yu tillsammans komponerat den vemodiga "Gaixiasången" (垓下歌). Konkubin Yu tog på sig stor skuld att de var fångade, och begick självmord med ett svärd. Denna händelse är grunden till pekingoperan Farewell My Concubine (霸王别姬).
En tidig morgon i slutet på december lyckades Xiang Yu och ett kavalleri med 800 soldater göra en genombrytning om fly ut ur kanjonen och undkomma belägringen. Liu Bang skickade 5 000 ryttare som tog upp jakten på Xiang Yu.
Vid Wu floden (烏江) (någonstans i området kring He nära Yangtzefloden) var Xiang Yus trupp upphunnen av Liu Bangs trupper. Vid den tiden hade Xiang Yu bara ett fåtal lojala soldater som stannat kvar. Xiang Yu, som var  stor och stark och känd som en mycket brutal krigsherre kämpade tappert och lyckades hålla stånd mot Han-trupperna och dödade själv flera hundra man. Xiang Yu hade tillgång till en båt, och möjlighet att fly över Yangtzefloden, men valde att stanna kvar och slåss eftersom han kände att han inte hade himlens mandat att regera. När allt hopp var ute begick Xiang Yu självmord genom att skära halsen av sig.
| ”                                                                     | [...] Jag har hört att fursten av Han har erbjudit en belöning på tusen guldstycken och ett län om tio tusen familjer för mitt huvud. Låt mig göra er den tjänsten! [...] | „ |
| – Xiang Yus sista ord innan han skar halsen av sig. Sima Qian i Shiji | |   |

När det blev känt att Xiang Yu var död kapitulerade hela staten Chu. Liu Bang hade undanröjt allt motstånd och grundade Handynastin (206 f.Kr.–220). Han förklarad sig som kejsar Han Gaozu, och regerade till han avled 195 f.Kr.